# Tỉnh ủy Sóc Trăng
Tỉnh ủy Sóc Trăng hay còn được gọi Ban chấp hành Đảng bộ tỉnh Sóc Trăng. Tỉnh ủy Sóc Trăng là cơ quan lãnh đạo cao nhất của Đảng bộ tỉnh Sóc Trăng giữa hai kỳ đại hội đại biểu Đảng bộ tỉnh, do Đại hội Đại biểu Đảng bộ tỉnh bầu.
Tỉnh ủy Sóc Trăng có chức năng thi hành nghị quyết, quyết định của Đại hội Đại biểu Đảng bộ tỉnh Sóc Trăng, Ban Chấp hành Trung ương Đảng, Ban Bí thư và Bộ Chính trị.

## Ban Thường vụ Tỉnh ủy khóa XIV (2020 - 2025)
Ngày 14-10-2020, Ban Chấp hành Đảng bộ tỉnh khóa XIV, nhiệm kỳ 2020 - 2025 đã tổ chức phiên họp lần thứ nhất để bầu Ban Thường vụ Tỉnh ủy, Bí thư Tỉnh ủy, các phó bí thư Tỉnh ủy; bầu Ủy ban Kiểm tra Tỉnh ủy, Chủ nhiệm Ủy ban Kiểm tra Tỉnh ủy.
| STT | Họ và tên             | Chức vụ hiện nay                                                                                       |
| --- | --------------------- | --- |
| 1   | Lâm Văn Mẫn           | Ủy viên Ban Chấp hành Trung ương, Bí thư Tỉnh ủy, Trưởng Đoàn đại biểu Quốc hội khóa XV tỉnh Sóc Trăng |
| 2   | Trần Văn Lâu          | Phó Bí thư Tỉnh ủy, Chủ tịch Ủy ban nhân dân tỉnh.                                                     |
| 3   | Hồ Thị Cẩm Đào        | Phó Bí thư thường trực Tỉnh ủy, Chủ tịch Hội đồng Nhân dân tỉnh                                        |
| 4   | Võ Chí Công           | Ủy viên dự khuyết Trung ương, Trưởng ban Tổ chức Tỉnh ủy                                               |
| 5   | Ngô Hùng              | Chủ tịch Ủy ban Mặt trận Tổ quốc Việt Nam tỉnh                                                         |
| 6   | Dương Sà Kha          | Bí thư Thị ủy Vĩnh Châu                                                                                |
| 7   | Đại tá Trần Quốc Khởi | Chỉ huy trưởng Bộ CHQS tỉnh                                                                            |
| 8   | Thái Đăng Khoa        | Bí thư Thành ủy Sóc Trăng                                                                              |
| 9   | Nguyễn Văn Thống      | Chủ nhiệm Ủy ban Kiểm tra Tỉnh ủy                                                                      |